# Singapore Sling (film)
Singapore Sling (Singapore Sling: Ο Άνθρωπος που Αγάπησε ένα Πτώμα) è un film del 1990 diretto da Nikos Nikolaidis.

## Trama
Un uomo, chiamato Singapore Sling, come l'omonimo cocktail, si trascina ferito in una notte piovosa alla ricerca della sua amante, da tempo perduta. Viene trovato e accudito da un duo perverso e morboso composto da una madre e dalla figlia, che hanno appena finito di seppellire il cadavere del loro chauffeur che avevano ucciso. Le due donne hanno un rapporto incestuoso e fanno un gioco in cui rievocano l'arrivo della ragazza di Singapore Sling, venuta in cerca di un impiego come segretaria. Le due avevano infatti precedentemente adescato e ucciso anche la ragazza.
In un'eterna notte piovosa, l'uomo, inizialmente legato e privato di cibo e acqua, verrà in seguito coinvolto dalle due in una relazione a tre dai risvolti sadomasochistici, che finirà con la morte di entrambe le donne per mano dell'uomo, che così si vendicherà dell'assassinio dell'amata venendo al contempo ucciso dalla figlia. Nel finale l'uomo, in fin di vita, si seppellisce da solo nella fossa che aveva egli stesso scavato per seppellire le due donne.

## Distribuzione

### Distribuzione cinematografica
Il film è stato distribuito in Grecia il 6 dicembre 1990. Precedentemente, il 13 settembre dello stesso anno, era stato proiettato in anteprima in Canada al Toronto Film Festival e nell'ottobre in Grecia al Thessaloniki International Film Festival. Nel 1991 è stato proiettato in giugno in Italia al Noir in Festival e in novembre in Svezia allo Stockholm International Film Festival. L'8 agosto 1993 è stato proiettato in Francia a L'Étrange Festival e dall'8 settembre 1999 è stato distribuito regolarmente.
Nel 2007 è stato trasmesso in televisione in Germania, mentre nel novembre è stato proiettato nuovamente al Thessaloniki International Film Festival. Ancora in grecia è stato proiettato al Greek Film Archive il 27 maggio 2011 e il 21 marzo 2013. Nel luglio dello stesso anno è stato presentato negli USA al Detroit Underground Film Festival. Il 9 ottobre 2017 è stato presentato in Giappone al Kanazawa Film Festival.

### Titoli alternativi
Uscito in Grecia con il titolo originale Singapore Sling: Ο Άνθρωπος που Αγάπησε ένα Πτώμα (Singapore sling: O anthropos pou agapise ena ptoma, letteralmente "Singapore Sling: l'uomo che amava un cadavere"), il film è stato distribuito internazionalmente con il titolo di Singapore Sling in Brasile, Canada, Francia, Germania, Svezia. In Ungheria è stato distribuito con il titolo Singapore sling: A férfi, aki halottat szeretett; in Giappone come シンガポール・スリング; in Unione Sovietica con il titolo Сингапурский Слинг. Mentre è stato distribuito internazionalmente con il titolo completo in inglese Singapore Sling: The Man Who Loved a Corpse.

### Edizioni home video
Il film è uscito in DVD in Grecia il 27 maggio 2003.

## Accoglienza
Il regista Nikos Nikolaidis, a proposito dell'accoglienza del film, durante un'intervista ha dichiarato: "Quando stavo girando Singapore Sling, avevo l'impressione di stare facendo una commedia con elementi tratti dalla tragedia dell'Antica Grecia... In seguito, quando qualche critico europeo e americano ha classificato il film come 'uno dei film più disturbanti di tutti i tempi', ho avuto l'impressione che qualcosa non andasse in me. Quando la censura britannica ha vietato la distribuzione del film nel Regno Unito, ho realizzato che tutti abbiamo qualcosa che non va."

## Riconoscimenti
- 1990 - Thessaloniki Festival of Greek Cinema
  - Miglior regista a Nikos Nikolaidis
  - Miglior film di qualità a Nikos Nikolaidis
  - Miglior attrice a Meredyth Herold
  - Miglior fotografia ad Aris Stavrou
  - Miglior direttore artistico a Marie-Louise Bartholomew
  - Miglior montaggio ad Andreas Andreadakis
- 1991 - Amsterdam Fantastic Film Festival
  - Candidato al Grand Prize of European Fantasy Film in Gold per Nikos Nikolaidis
- 1991 - BIFF
  - Candidato al Golden Raven per Nikos Nikolaidis
- 1991 - TIFF
  - Premio della critica a Nikos Nikolaidis

## Influenza culturale
Il gruppo musicale neopsichedelico islandese Singapore Sling, prende il proprio nome dal film. Il frontman del gruppo, Henrik Björnsson, in un'intervista del 2003 alla radio belga VRT Radio 1, ha spiegato che: «Abbiamo fatto un primo concerto. Era già confermato ma non avevamo ancora un nome e io stavo cercando un film chiamato Singapore Sling da molto tempo. Non ero riuscito a trovarlo da nessuna parte. Suonava bene, così quello è diventato il nome del gruppo. È un film greco del 1990 oscuro e perverso. Non l'ho ancora trovato, così se qualcuno ce l'ha me lo faccia sapere. Spero che sia bello. Un oscuro e perverso film noir e un uomo che fa sesso con un cadavere. E lui si chiama Singapore Sling.».